# Vierklang
In der Musik versteht man unter einem Vierklang einen Akkord, in dem vier verschiedene Töne gemeinsam erklingen.
Die in der klassischen Musik häufigsten Vierklänge sind die Septakkorde, die aus drei übereinandergeschichteten Terzen bestehen, also Dreiklängen eine Septime hinzufügen.
Weitere häufig verwendete Vierklänge entstehen durch Hinzufügung der Sexte, Sixte ajoutée (hinzugefügte Sexte) genannt.   
In der Jazzmusik (teilweise auch in der Popmusik), in welcher Vierklänge als das harmonische Ausgangsmaterial in der spezifischen musikalischen Architektonik gelten, gibt es zudem weitere Varianten von Vierklängen, beispielsweise C7sus4 oder C7sus2. Auch Tredezimenakkorde wie beispielsweise G7/13 (quasi ein verschärfter Dominantseptakkord mit zusätzlicher Tredezime) werden in der Jazzmusik gerne verwendet, letzterer Akkord ist aber auch in der klassischen Musik als Chopin-Akkord bekannt.
Andere Akkorde wie beispielsweise Dur- oder Moll-Dreiklänge mit hinzugefügter None (z. B. c'-e'-g'-d'') gelten nicht als Vierklänge im engeren Sinne, da es sich hierbei nach der Theorie der Terzschichtung viel mehr um reduzierte Fünfklänge handelt.